# Relax, Take It Easy
«Relax, Take It Easy» (Relájate, tómatelo con calma) es un sencillo de 2006 de Mika, de su álbum debut Life in Cartoon Motion. En el Reino Unido, no llegó a las listas la primera versión del vinilo de 7" pero, después de que el tema Grace Kelly llegara al número 1 de la UK Singles Chart en enero de 2007, el tema alcanzó el número 67 en la UK Downloads Chart gracias a las ventas de descarga en línea. El tema usa una melodía de Cutting Crew, del sencillo (I Just) Died in Your Arms.
La canción tuvo éxito en Polonia, donde llegó al número uno de las sus listas.
El tema se editó como el sexto de Mika en el Reino Unido en las tiendas el 31 de diciembre de 2007 y para la descarga digital el 24 de diciembre de 2007 como cara doble A con Lollipop.
En la letra de la canción, Mika hace un llamamiento a tomarnos las cosas con calma, sobre todo en esos momentos en los que lo estamos pasando mal y hay cosas que nos preocupan, incidiendo en que no deberíamos dejar que las cosas nos preocupasen tanto.

## Formatos

### Primera edición
Vinilos de 7"
- A. «Relax, Take It Easy»
- B. «Billy Brown»

Vinilos de 12"
- A1. «Relax, Take It Easy» (Ashley Beedle's Castro Vocal Mix)
- B1. «Relax, Take It Easy» (Ashley Beedle's Dub Discomix)
- B2. «Relax, Take It Easy» (Original Mix)

Maxi sencillo CD europeo
1. «Relax, Take It Easy» (Original)
2. «Relax, Take It Easy» (Aschley Beedle's Castro Vokal Discomix)
3. «Relax, Take It Easy» (Acoustic)
4. «Relax, Take It Easy» (Video)
5. «Relax, Take It Easy» (Club)

### Doble Cara A edición
CD: 1 - Maxi
1. «Relax, Take It Easy» (Radio Edit)
2. «Lollipop» (Live from L'Olympia Paris)
3. «I Want You Back» (Live from L'Olympia Paris)
4. «Relax, Take It Easy» (Dennis Christopher Remix Radio Edit)
5. «Lollipop» (Fred Deakin's Fredmix)

CD: 2 - 2-Track
1. «Relax, Take It Easy» (New Radio Edit)
2. «Lollipop»

Lápiz puerto USB
1. «Relax, Take It Easy» (New Radio Edit)
2. «Lollipop»
3. «Relax, Take It Easy» (Alpha Beat Remix)
4. «Relax, Take It Easy» (Frank Musik Mix)
5. «Relax, Take It Easy» (Ashley Beedle's Castro Vocal Discomix)
6. «Relax, Take It Easy» (Video - Live In Paris (5.1 Surround)
7. «Lollipop» (Video - 16:9 Bunny Action)

## Posiciones
| Listas (2007)                         | Máxima posición |
| ------------------------------------- | --------------- |
| Alemania (Offizielle Deutsche Charts) | 4               |
| Austria (Ö3 Austria Top 40)           | 3               |
| Bélgica (Flandes) (Ultratop 50)       | 1               |
| Bélgica (Valonia) (Ultratop 50)       | 1               |
| Canadá (Canadian Hot 100)             | 15              |
| Dinamarca (Tracklisten)               | 2               |
| Estados Unidos (Hot Dance Club Songs) | 14              |
| Finlandia (OFC)                       | 14              |
| Francia (SNEP)                        | 1               |
| Hungría (Dance Top 40)                | 23              |
| Irlanda (IRMA)                        | 8               |
| Italia (FIMI)                         | 2               |
| Noruega (VG-lista)                    | 2               |
| Países Bajos (Dutch Top 40)           | 1               |
| Países Bajos (Mega Single Top 100)    | 1               |
| Reino Unido (UK Singles Chart)        | 18              |
| República Checa (Rádio Top 100)       | 1               |
| Suecia (Sverigetopplistan)            | 26              |
| Suiza (Schweizer Hitparade)           | 2               |